# ベイビーレイズJAPAN SHOUT THE IDOROCK!!
『ベイビーレイズJAPAN SHOUT THE IDOROCK!!』（ベイビーレイズジャパン シャウト ザ アイドロック）は、2015年7月21日から2017年4月25日までKawaiian TVで放送されていたバラエティ番組。女性アイドルグループ・ベイビーレイズJAPANの冠番組。

## 概要
ベイビーレイズJAPANのメンバーが与えられた様々なテーマに挑戦する番組。
放送当時、ニコニコチャンネル「Kawaiian TV for ニコニコ」でも生放送されており、コメント機能も利用可能となっていた。
また、Twitterのハッシュタグ「#ベビレシャウト」で出演メンバーにリアルタイムでメッセージを送る事が可能だった。
2016年12月6日放送の第36回からはひかりTVのチャンネル「Kawaiian for ひかりTV4K」では4K画質放送が行われていた。
またひかりTVでは番組終了後に「ベイビーレイズJAPAN SHOUT THE IDOROCK!!plus」として30分の延長放送が行われていた。

## 出演者
- ベイビーレイズJAPAN
  - 傳谷英里香
  - 林愛夏
  - 大矢梨華子
  - 高見奈央
  - 渡邊璃生
- 徳井健太(平成ノブシコブシ)

## 主なコーナー
今週のベビレ's EYE
メンバーが自分達で撮影したスマートフォンの写真を披露しつつ、その写真に対してのエピソードを話すコーナー。
きょうのまなつ
ほぼ毎回行われていたコーナー。バラエティー番組を普段あまり見ない林愛夏がギャグの単語を聞きどのようなポーズでギャグがされているか林が推理するコーナー。他のメンバーは林が当てられるがどうかを予想。
本日の居残りトーク
ひかりTV「plus」で行われているコーナー。メンバーのうち2人だけがスタジオに残り、ベイビーレイズJAPANの活動などについて率直に話し合う。